# Vivien Merchant
Vivien Merchant (* 22. Juli 1929 in Manchester als Ada Thompson; † 3. Oktober 1982 in London) war eine britische Schauspielerin.

## Leben
Merchant stand bereits im Alter von 14 Jahren auf der Bühne. 1953 war sie Mitglied im Ensemble von Sir Donald Wolfit, wo sie zum ersten Mal ihrem späteren Mann Harold Pinter begegnete. Merchant arbeitete neben ihren Theaterengagements auch viel für das britische Fernsehen. Ihren ersten Auftritt absolvierte sie 1948 in dem Fernsehfilm Virtuoso. 1965 spielte sie neben Michael Caine in der Literaturverfilmung Der Verführer läßt schön grüßen. Für ihre Darstellung der Lily wurde Merchant für einen Oscar nominiert. Im selben Jahr spielte sie in der Uraufführung von The Homecoming die Rolle der Ruth. Das Stück ihres Mannes Harold Pinter wurde von der Royal Shakespeare Company aufgeführt und lief, ebenfalls mit Merchant als Ruth, 1967 am Broadway.
Merchant heiratete 1956 Harold Pinter, der sie 1977 wegen Antonia Fraser verließ. Das Ehepaar, das einen 1958 geborenen Sohn hatte, ließ sich 1980 scheiden. Merchant verkraftete das Ende ihrer Ehe nur schwer und wurde alkoholabhängig. Sie starb 1982 in London an den Folgen ihrer Alkoholsucht.

## Filmografie (Auswahl)
- 1948: Virtuoso (Fernsehfilm)
- 1960–1963: ITV Television Playhouse (Fernsehserie, 4 Folgen)
- 1963: Maupassant: Wives and Lovers (Fernsehfilm)
- 1965: Tea Party (Fernsehfilm)
- 1966: Der Verführer läßt schön grüßen (Alfie)
- 1966: A Month in the Country (Fernsehfilm)
- 1967: Accident – Zwischenfall in Oxford (Accident)
- 1969: Alfred der Große – Bezwinger der Wikinger (Alfred the Great)
- 1969–1970: ITV Saturday Night Theatre (Fernsehserie, 3 Folgen)
- 1971: Unter dem Milchwald (Under Milk Wood)
- 1972: Frenzy
- 1972: Ein Krieg der Kinder (A War of Children, Fernsehfilm)
- 1973: Sein Leben in meiner Gewalt (The Offence)
- 1973: The Homecoming
- 1975:	The Maids
- 1977: Der Mann mit der eisernen Maske (The Man in the Iron Mask, Fernsehfilm)
- 1980: Francis Durbridge: Wer ist Mr. Hogarth? (Breakaway, Fernsehserie, 3 Folgen)
- 1980: A Tale of Two Cities (Miniserie, 8 Folgen)
- 1982: Crown Court (Fernsehserie, 3 Folgen)

## Auszeichnungen und Nominierungen
- 1966: NBR Award als Beste Nebendarstellerin für Der Verführer läßt schön grüßen
- 1967: nominiert für einen Oscar in der Kategorie Beste Nebendarstellerin für Der Verführer läßt schön grüßen
- 1967: nominiert für einen Golden Globe als Beste Nebendarstellerin für Der Verführer läßt schön grüßen
- 1967: nominiert für einen Tony Award als Beste Hauptdarstellerin in einem Theaterstück für The Homecoming